# Fête de la Saint-Jean de Bazas
La fête de la Saint-Jean est une célébration faite à Bazas, en Gironde (Nouvelle-Aquitaine), tous les 24 juin en l’honneur de son saint patron, Jean le Baptiste. Pour l’occasion, un feu est allumé et la tradition du don du taureau est représentée de façon théâtrale.
Cette tradition est répertoriée dans l'Inventaire du patrimoine culturel immatériel en France.

## Historique
La fête de la Saint-Jean à Bazas est inscrite dans la tradition très ancienne des feux de la Saint-Jean, à l’occasion du solstice d’été. Elle fait également référence à une ancienne tradition remontant au XIIIe siècle, quand le roi d’Angleterre Edouard Ier permit à l’évêché de Bazas de recevoir un taureau une fois par an de la part des bouchers de la ville. Au XVIIe siècle, ce sont les jurats qui bénéficièrent de ce droit, qui fut suspendu lors de la crise agricole de la seconde moitié du XVIIIe siècle. Il fut remplacé par un don en espèces, qui s’arrêta à la Révolution française. Aujourd’hui et depuis 1969, la fête de la Saint-Jean commémore cette tradition et permet de promouvoir la race bovine Bazadaise. 

## Description
La fête de la Saint-Jean commence sur le parvis de la cathédrale Saint Jean-Baptiste de Bazas avec des défilés de la musique une représentation théâtralisée accompagnée de sons et lumières faisant référence à  l’ancienne tradition du don du taureau. Par la suite est allumé le grand feu de la Saint-Jean. C’est le troisième évènement important dans l’année à Bazas, après les feux de Noël et la promenade des Bœufs gras de Mardi gras.